# U-716
Unterseeboot 716 foi um submarino alemão do Tipo VIIC, pertencente a Kriegsmarine que atuou durante a Segunda Guerra Mundial.

## Comandantes
| Comandante                     | Data                                            |
| ------------------------------ | ----------------------------------------------- |
| Oblt. Hans Dunkelberg]]        | 15 de abril de 1943 - 24 de janeiro de 1945     |
| Oblt. Friedrich-August Greus]] | 22 de janeiro de 1945 - 12 de fevereiro de 1945 |
| Oblt. Jürgen Thimme]]          | fevereiro de 1945 - 9 de maio de 1945           |

## Subordinação
Durante o seu tempo de serviço, esteve subordinado às seguintes flotilhas:
| Período                                       | Flotilha                                   |
| --------------------------------------------- | ------------------------------------------ |
| 15 de abril de 1943 - 31 de dezembro de 1943  | 5. Unterseebootsflottille (treinamento)    |
| 1 de janeiro de 1944 - 30 de setembro de 1944 | 11. Unterseebootsflottille (serviço ativo) |
| 1 de outubro de 1944 - 31 de março de 1945    | 13. Unterseebootsflottille (serviço ativo) |
| 1 de abril de 1945 - 8 de maio de 1945        | 14. Unterseebootsflottille (serviço ativo) |

## Operações conjuntas de ataque
O U-716 participou das seguinte operações de ataque combinado durante a sua carreira:
- Rudeltaktik Eisenbart (16 de dezembro de 1943 - 5 de janeiro de 1944)
- Rudeltaktik Isegrim (25 de janeiro de 1944 - 27 de janeiro de 1944)
- Rudeltaktik Werwolf (27 de janeiro de 1944 - 17 de fevereiro de 1944)
- Rudeltaktik Keil (5 de abril de 1944 - 16 de abril de 1944)
- Rudeltaktik Trutz (20 de junho de 1944 - 10 de julho de 1944)
- Rudeltaktik Rasmus (6 de fevereiro de 1945 - 11 de fevereiro de 1945)
- Rudeltaktik Hagen (13 de março de 1945 - 21 de março de 1945)